# Eberechi Eze
Eberechi Oluchi Eze (Greenwich, 29 giugno 1998) è un calciatore inglese, centrocampista del Crystal Palace e della nazionale inglese, con cui è stato vicecampione d'Europa nel 2024.

## Caratteristiche tecniche
Gioca come trequartista, ruolo in cui può esaltare le sue qualità tecniche ed essere determinante in attacco. Vede bene la porta, si afferma nel tempo come un abile tiratore di calci piazzati ed è dotato inoltre di un'ottima velocità.
Nel corso della sua carriera ha dimostrato di poter essere impiegato in tutto il fronte offensivo da esterno in entrambe le fasce fino ad essere schierato come centrocampista centrale.

## Carriera

### Club
QPR e Wycombe
Arrivato al QPR nel 2016, dopo essere stato scartato dal Millwall, esordisce in prima squadra il 7 gennaio 2017, nella partita di FA Cup persa per 1-2 contro il Blackburn Rovers. Dopo un periodo trascorso in prestito al Wycombe, dal suo rientro al QPR si impone ben presto come titolare nel ruolo, mettendosi in mostra come uno dei migliori giovani del campionato. Il 7 agosto rinnova con gli Hoops fino al 2021. Nel corso della stagione 2019/2020 realizza 14 goal e 8 assist in 46 partite di Championship.
Crystal Palace
Il 28 agosto 2020 viene acquistato dal Crystal Palace per 17.800.000 sterline, con cui firma un quinquennale. Il 7 novembre 2020 si presenta ai nuovi tifosi con un goal su calcio piazzato nella vittoria contro il Leeds per 4-1 in Premier League. Conclude la sua prima stagione con 4 goal e 6 assist in 34 partite di campionato. L'annata successiva 2021/2022 non è esaltante a causa di un infortunio al tendine di Achille che lo ferma per gran parte della stagione. Il 30 aprile 2022 torna al goal nella vittoria in trasferta contro il Southampton sul risultato di 1-2.
Eze conquista l'impresa storica quando permette al Crystal Palace di vincere la sua prima FA Cup il 17 maggio 2025 segnando in finale la rete del 1-0 battendo il Manchester City.

### Nazionale
In possesso della doppia cittadinanza inglese e nigeriana, nell'ottobre del 2018 ha ricevuto la prima convocazione con la nazionale Under-20 inglese.
Ha partecipato agli Europei Under-21 del 2021.
Il 16 giugno 2023 esordisce in nazionale maggiore nel successo per 0-4 in casa di Malta.
Il 24 marzo 2025 realizza la sua prima rete per la massima selezione inglese nel successo per 3-0 contro la Lettonia.

## Statistiche

### Presenze e reti nei club
Statistiche aggiornate al 19 marzo 2025.
| Stagione              | Squadra               | Campionato            | Campionato | Campionato | Coppe nazionali | Coppe nazionali | Coppe nazionali | Coppe continentali | Coppe continentali | Coppe continentali | Altre coppe | Altre coppe | Altre coppe | Totale | Totale | Totale |
| Stagione              | Squadra               | Comp                  | Pres       | Reti       | Comp            | Pres            | Reti            | Comp               | Pres               | Reti               | Comp        | Pres        | Reti        | Pres   | Reti   |        |
| --------------------- | --------------------- | --------------------- | ---------- | ---------- | --------------- | --------------- | --------------- | ------------------ | ------------------ | ------------------ | ----------- | ----------- | ----------- | ------ | ------ | ------ |
| 2016-2017             | QPR                   | FLC                   | 0          | 0          | FACup+CdL       | 1+0             | 0               | -                  | -                  | -                  | -           | -           | -           | 1      | 0      |        |
| 2017-gen. 2018        | Wycombe Wanderers     | FL2                   | 20         | 5          | FACup+CdL       | 0+0             | 0               | -                  | -                  | -                  | EFLT        | 2           | 0           | 22     | 5      |        |
| gen.-giu. 2018        | QPR                   | FLC                   | 16         | 2          | FACup+CdL       | 1+0             | 0               | -                  | -                  | -                  | -           | -           | -           | 17     | 2      |        |
| 2018-2019             | QPR                   | FLC                   | 42         | 4          | FACup+CdL       | 3+1             | 0               | -                  | -                  | -                  | -           | -           | -           | 46     | 4      |        |
| 2019-2020             | QPR                   | FLC                   | 46         | 14         | FACup+CdL       | 1+1             | 0               | -                  | -                  | -                  | -           | -           | -           | 48     | 14     |        |
| Totale QPR            | Totale QPR            | Totale QPR            | 104        | 20         |                 | 8               | 0               |                    | -                  | -                  |             | -           | -           | 112    | 20     |        |
| 2020-2021             | Crystal Palace        | PL                    | 34         | 4          | FACup+CdL       | 1+1             | 0               | -                  | -                  | -                  | -           | -           | -           | 36     | 4      |        |
| 2021-2022             | Crystal Palace        | PL                    | 13         | 1          | FACup+CdL       | 4+0             | 0               | -                  | -                  | -                  | -           | -           | -           | 17     | 1      |        |
| 2022-2023             | Crystal Palace        | PL                    | 38         | 10         | FACup+CdL       | 1+1             | 0               | -                  | -                  | -                  | -           | -           | -           | 40     | 10     |        |
| 2023-2024             | Crystal Palace        | PL                    | 27         | 11         | FACup+CdL       | 2+2             | 0               | -                  | -                  | -                  | -           | -           | -           | 31     | 11     |        |
| 2024-2025             | Crystal Palace        | PL                    | 29         | 8          | FACup+CdL       | 4+4             | 3+3             | -                  | -                  | -                  | -           | -           | -           | 37     | 14     |        |
| Totale Crystal Palace | Totale Crystal Palace | Totale Crystal Palace | 141        | 34         |                 | 20              | 6               |                    | -                  | -                  |             | -           | -           | 161    | 40     |        |
| Totale carriera       | Totale carriera       | Totale carriera       | 265        | 59         |                 | 28              | 6               |                    | -                  | -                  |             | 2           | 0           | 295    | 65     |        |

### Cronologia presenze e reti in nazionale
| Cronologia completa delle presenze e delle reti in nazionale ― Inghilterra | Cronologia completa delle presenze e delle reti in nazionale ― Inghilterra | Cronologia completa delle presenze e delle reti in nazionale ― Inghilterra | Cronologia completa delle presenze e delle reti in nazionale ― Inghilterra | Cronologia completa delle presenze e delle reti in nazionale ― Inghilterra | Cronologia completa delle presenze e delle reti in nazionale ― Inghilterra | Cronologia completa delle presenze e delle reti in nazionale ― Inghilterra | Cronologia completa delle presenze e delle reti in nazionale ― Inghilterra |
| Data                                                                       | Città                                                                      | In casa                                                                    | Risultato                                                                  | Ospiti                                                                     | Competizione                                                               | Reti                                                                       | Note                                                                       |
| -------------------------------------------------------------------------- | -------------------------------------------------------------------------- | -------------------------------------------------------------------------- | -------------------------------------------------------------------------- | -------------------------------------------------------------------------- | -------------------------------------------------------------------------- | -------------------------------------------------------------------------- | -------------------------------------------------------------------------- |
| 16-6-2023                                                                  | Ta' Qali                                                                   | Malta                                                                      | 0 – 4                                                                      | Inghilterra                                                                | Qual. Euro 2024                                                            | -                                                                          | 70’                                                                        |
| 12-9-2023                                                                  | Glasgow                                                                    | Scozia                                                                     | 1 – 3                                                                      | Inghilterra                                                                | Amichevole                                                                 | -                                                                          | 71’                                                                        |
| 3-6-2024                                                                   | Newcastle upon Tyne                                                        | Inghilterra                                                                | 3 – 0                                                                      | Bosnia ed Erzegovina                                                       | Amichevole                                                                 | -                                                                          | 61’                                                                        |
| 7-6-2024                                                                   | Londra                                                                     | Inghilterra                                                                | 0 – 1                                                                      | Islanda                                                                    | Amichevole                                                                 | -                                                                          | 77’                                                                        |
| 20-6-2024                                                                  | Francoforte sul Meno                                                       | Danimarca                                                                  | 1 – 1                                                                      | Inghilterra                                                                | Euro 2024 - 1º turno                                                       | -                                                                          | 70’                                                                        |
| 30-6-2024                                                                  | Gelsenkirchen                                                              | Inghilterra                                                                | 2 – 1 dts                                                                  | Slovacchia                                                                 | Euro 2024 - Ottavi di finale                                               | -                                                                          | 84’                                                                        |
| 6-7-2024                                                                   | Düsseldorf                                                                 | Inghilterra                                                                | 1 – 1 dts (5 – 3 dtr)                                                      | Svizzera                                                                   | Euro 2024 - Quarti di finale                                               | -                                                                          | 78’                                                                        |
| 7-9-2024                                                                   | Dublino                                                                    | Irlanda                                                                    | 0 – 2                                                                      | Inghilterra                                                                | UEFA Nations League 2024-2025 - 1º turno                                   | -                                                                          | 77’                                                                        |
| 10-9-2024                                                                  | Londra                                                                     | Inghilterra                                                                | 2 – 0                                                                      | Finlandia                                                                  | UEFA Nations League 2024-2025 - 1º turno                                   | -                                                                          | 66’                                                                        |
| 24-3-2025                                                                  | Londra                                                                     | Inghilterra                                                                | 3 – 0                                                                      | Lettonia                                                                   | Qual. Mondiali 2026                                                        | 1                                                                          | 61’                                                                        |
| 7-6-2025                                                                   | Cornellà de Llobregat                                                      | Andorra                                                                    | 0 – 1                                                                      | Inghilterra                                                                | Qual. Mondiali 2026                                                        | -                                                                          | 64’                                                                        |
| 10-6-2025                                                                  | West Bridgford                                                             | Inghilterra                                                                | 1 – 3                                                                      | Senegal                                                                    | Amichevole                                                                 | -                                                                          |                                                                            |
| Totale                                                                     |                                                                            | Presenze                                                                   | 12                                                                         |                                                                            | Reti                                                                       | 1                                                                          |                                                                            |

## Palmarès

### Club

#### Competizioni nazionali
- Coppa d'Inghilterra: 1

Crystal Palace: 2024-2025
- Community Shield: 1

Crystal Palace: 2025